# 양주 최씨
양주 최씨(楊州崔氏)는 경기도 양주시를 본관으로 하는 한국의 성씨이다. 시조 최억(崔億)은 소벌도리의 후손이며, 고려에서 호부상서(戶部尙書)를 지내며 양주군에 봉해졌다.

## 참고 자료
- “양주최씨(楊州崔氏)”. 뿌리를 찾아서.[깨진 링크(과거 내용 찾기)]